# Resolución 22 del Consejo de Seguridad de las Naciones Unidas
La resolución 22 del Consejo de Seguridad de las Naciones Unidas, aprobada el 9 de abril de 1947, recomendó al Reino Unido y a Albania que trasladasen su disputa en la que se vieron envueltos dos navíos de la Marina Real Británica hundidos por minas en el Canal de Corfú el 22 de octubre de 1946, a la Corte Internacional de Justicia.
La resolución fue adoptada por 8 votos a favor, y con las abstenciones de Polonia y la Unión Soviética. El Reino Unido no participó en la votación.

## Incidentes del Canal de Corfú
Los incidentes del Canal de Corfú se refieren a tres incidentes que involucraron a buques de la Marina Real Británica en los estrechos de Corfú, que tuvieron lugar en 1946, y se consideran unos de los primeros episodios de la Guerra Fría. Durante el primer incidente, buques de la Royal Navy fueron atacados desde fortificaciones albanesas. El segundo incidente implicó el uso de minas navales y el tercer incidente ocurrió cuando la Royal Navy llevó a cabo la retirada de minas en una operación en el Canal de Corfú, pero en aguas territoriales albanesas y Albania se quejó de ante las Naciones Unidas. Esta serie de incidentes llevó a que el Reino Unido presentase una demanda en contra de la República Popular de Albania en la Corte Internacional de Justicia (conocido como caso del Canal de Corfú). Debido a los incidentes, Gran Bretaña, en 1946, rompió las relaciones diplomáticas con Albania, que solamente fueron restablecidas en 1991.